# Aleksandar Bresztyenszky
Aleksandar Bresztyenszky (Šandor Brešćenski) (Prečec kraj Dugog Sela, 6. rujna 1843. – Pleso, 9. svibnja 1904.), hrvatski pravni pisac i kritičar, političar, sveučilišni profesor, rektor Sveučilišta u Zagrebu, katolički aktivist.

## Životopis
U Vugrovcu i Zagrebu pohađao je osnovne škole. U Zagrebu je završio Klasičnu gimnaziju 1862. godine.
Studirao je pravo u Zagrebu i Budimpešti, gdje je 1868. doktorirao pravo. Iste je godine postao informatorom kod baruna Levina Raucha. Bio je profesor na Pravoslovnoj akademiji i Sveučilištu u Zagrebu sve do umirovljenja po nalogu bana Khuen-Hedervaryja 1894. godine, kada se povukao na svoje imanje Pleso, gdje se uz znanstveni i publicistički rad bavio i politikom.
Iako je ranije bio mađaron (unionist), sve do 1892., kao predsjednik Gradskoga autonomnog kluba došao je u sukob s banom Khuenom, što je dovelo do raspuštanja Gradskog zastupstva, no zaslugom Bresztyenszkoga dolazi do kompromisa između oba krila oporbe i javlja se misao da se ujedine Stranka prava i Neovisna narodna stranka te je Bresztyenszky postao predsjednik izborne koalicije. Već je 1894. zbog oporbenog držanja umirovljen. Kao idejni začetnik Hrvatske opozicije, postao je i njenim predvodnikom te kasnije prvim predsjednikom Hrvatske stranke prava. Kao saborski zastupnik držao je mnoge govore, posebno protiv Khuena i njegove vlade. Radio je u katoličkim organizacijama te na sjedinjenju Zapadne i Istočne Crkve. U tu je svrhu zajedno s nadbiskupom J. Stadlerom pokrenuo časopis Balkan. Bio je jedan od organizatora Prvoga hrvatskog katoličkog sastanka u Zagrebu 1900. godine. O političkim, kulturnim i crkvenim prilikama pisao je u domaćim i stranim javnim glasilima, a stručne priloge iz područja pravne znanosti objavljivao je najviše u "Mjesečniku pravničkog društva" u Zagrebu. Velik dio svoje imovine ostavio je u dobrotvorne svrhe.
Zbog svog rada uvršten je u djelo Znameniti i zaslužni Hrvati te pomena vrijedna lica u hrvatskoj povijesti od 925.- 1925.

## Djela
- "Hrvatsko-ugarsko privatno pravo"
- "Liberalizam i kršćanstvo"

## Vanjske poveznice
Slika na stranicama Sveučilišta u Zagrebu  Arhivirana inačica izvorne stranice od 9. lipnja 2007. (Wayback Machine)